# Евец, Михаил Юрьевич
Михаи́л Ю́рьевич Е́вец (1906—1987) — советский строитель, экскаваторщик, Герой Социалистического Труда (1958).

## Биография
Родился 7 мая 1906 года. Машинист экскаватора. Работал такелажником на строительстве Магнитки, рудника в Азербайджане.
Участник Великой Отечественной войны с 25 июля 1941 года, на фронте с 15 декабря 1942 года, служил в 116-й эксплуатационно-телеграфной роте 2-й гвардейской армии. Награждён боевыми наградами.
Работал экскаваторщиком СМУ Правого берега «Куйбышевгидрострой». Участник строительства Куйбышевской ГЭС им. В. И. Ленина (1951—1959), где показал рекордные нормы выработки.
С 1959 года работал на руднике Курской магнитной аномалии машинистом экскаватора комбината «КМАруда».
Член КПСС с 1945 года. Делегат XX съезда КПСС.
Депутат Верховного Совета РСФСР VI созыва (1963—1967) от Белгородской области.
Выйдя на пенсию в 1968 году, уехал на родину, в Белоруссию. В конце жизни жил в городе Овруч Житомирской области (Украина). Умер 18 апреля 1987 года.

## Награды
- Герой Социалистического Труда (1958)
- Орден Ленина (1958)
- Орден Красной Звезды (1943)
- два ордена Отечественной войны 2-й степени (1945, 1985)
- Медаль «За оборону Сталинграда»